# Cyphonisia obesa
Cyphonisia obesa là một loài nhện trong họ Barychelidae. Loài này phân bố ờ West- en Midden-Afrika.